# Chrysler Vision
La Chrysler Vision, commercializzata con il marchio Eagle in alcuni mercati con il nome di Eagle Vision, è un'autovettura full-size a trazione anteriore prodotta dalla casa automobilistica statunitense Chrysler dal 1992 al 1997 ed assemblata nello stabilimento di Brampton in Canada.

## Storia e descrizione
La Vision debuttò al North American International Auto Show di Detroit nel 1992. Basata sulla piattaforma LH del Gruppo Chrysler condividendo molte componenti con i modelli Chrysler Concorde, New Yorker, LHS e Dodge Intrepid, differiva principalmente da quest'ultime per il design a cuneo del frontale. Nel mercato nordamericano veniva venduta come Eagle Vision, mente in Europa era importata con il marchio Chrysler.
La vettura seguiva la filosofia progettuale denominata Cab Forward, che prevedeva passo molto lungo, sbalzi relativamente corti e un abitacolo molto avanzato con cofano motore corto.
A spingere la vettura c'erano due motorizzazioni entrambe a 6 cilindri: le versioni ESi con 3,3 litri V6 (114 kW/155 CV) e TSi con 3,5 litri V6 (160 kW/218 CV) con 24 valvole, ambedue disponibile con un cambio automatico a quattro velocità. 
Nell'autunno del 1993 la potenza del 3,3 litri venne aumentata a 120 kW (163 CV) e il cambio automatico venne rivisto al fine di ottenere cambi marcia più fluidi. Nel 1997 il modello base ESi venne dotato al retrotreno di freni a tamburo in sostituzione dei freni a disco.